# Toon Hartemink
Toon Hartemink (Arnhem, 31 augustus 1960) is een Nederlandse voormalige voetbalspeler. Hij speelde tussen 1985 en 1987 in de selectie van Vitesse. Hartemink begon met voetballen bij amateurclub Arnhemse Boys. Op 18 augustus 1985 debuteerde hij in het eerste van Vitesse in een thuiswedstrijd tegen Willem II. Door de slechte staat van zijn knieën moest hij zijn carrière vroegtijdig stoppen. In totaal speelde de verdediger 35 duels voor de Arnhemmers. Hij bouwde zijn carrière af bij zijn oude club Arnhemse Boys in de Eerste klasse.
Na zijn actieve periode als voetballer was Hartemink actief als voorzitter en hoofdtrainer in het Arnhemse amateurvoetbal (o.a. Arnhemse Boys en VV Arnhemia). Ook is hij sinds 2009 in dienst bij Vitesse als hoofd jeugdscouting. In 2014 werd hij benoemd tot Zilveren Vitessenaar.